# Gymnosarda unicolor
Gymnosarda unicolor е вид бодлоперка от семейство Scombridae. Видът не е застрашен от изчезване.

## Разпространение и местообитание
Разпространен е в Австралия, Вануату, Гуам, Джибути, Египет, Еритрея, Йемен, Индия, Индонезия, Йордания, Китай, Кокосови острови, Коморски острови, Мавриций, Мадагаскар, Малдиви, Маршалови острови, Мианмар, Микронезия, Мозамбик, Нова Каледония, Оман, Остров Рождество, Острови Кук, Палау, Папуа Нова Гвинея, Питкерн, Провинции в КНР, Реюнион, Самоа, Саудитска Арабия, Северни Мариански острови, Сейшели, Судан, Тайван, Танзания, Тонга, Тувалу, Фиджи, Филипини, Френска Полинезия, Хонконг, Шри Ланка, Южна Африка, Южна Корея и Япония.
Обитава крайбрежията на океани, морета и рифове в райони с тропически климат. Среща се на дълбочина от 10 до 100 m, при температура на водата от 24,5 до 29 °C и соленост 34,1 – 35,4 ‰.

## Описание
На дължина достигат до 2,5 m, а теглото им е не повече от 131 kg.